# Kungadömet av Guds nåde
Kungadömet av Guds nåde är en legitimeringsprincip vars grundsats är att monarken är insatt i sitt ämbete av Gud (se kröning). Kungen är ansvarig endast inför Gud. I förhållande till samhället, dess institutioner och individer, är kungen en absolut auktoritet. Teorin är historiskt sett en av de vanligare motiveringarna för absolut monarki.
Dei gratia (latin, "av Guds nåd", "med Guds nåde") var ett om kristlig ödmjukhet vittnande tillägg framför vederbörandes ämbetstitel som förekommer i de biskopliga underskrifterna i tidiga kristna dokument. Begreppet upptogs efter de kyrkliga dignitärernas exempel av Pippin den lille på 700-talet, och det övergick från honom till de frankiske kungarna, de tyske kejsarna och till alla suveräna kristna furstar. Begreppet blev ett uttryck för teorin om furstemaktens gudomliga, av folkviljan oavhängiga ursprung.
Kungadömet av Guds nåde kräver därför underkastelse som under Gud. Klart formuleras denna tanke i en av teorins grundsatser: 
Av Gud Konungen, av Konungen lagen.
Denna sats leder i praktiken till att kungen ensam kan utfärda lag och ändra lag. Medverkan från en lagstiftande församling är därmed inte nödvändig.
Den politiska makten i en stat kan i allmänhet legitimeras av en av flera konkurrerande principer. En av dessa principer är den gudomliga nåden; härskaren eller den regerande samhällsklassen eller eliten grundar sina maktanspråk på ett uppdrag från en högre makt.
I vissa utomeuropeiska stater har härskarna ibland uppgett sig själva vara gudomliga, till exempel i Japan, Tenno, Inkariket, Solens son, och i Kina - Himlens son. I romarriket gjorde sig kejsarna ofta till en personlig gudom, som alla tvangs tillbedja som sådan.

## I Sverige
I Sverige ingick "med Guds nåde" i kungatiteln till och med  Gustaf VI Adolf (r. 1950-1973). Hans sonson och efterträdare Carl XVI Gustaf (r. 1973-) valde vid sitt trontillträde att avstå från alla titlar utom "Sveriges konung". 